# Ilfeld
Ilfeld là một đô thị ở huyện Nordhausen, trong bang Thüringen, Đức. Đô thị Ilfeld có diện tích 62,33 kilômét vuông. Đô thị này tọa lạc ở phía nam chân núi Harz, tại cửa ngõ Bährethal, 8 dặm (13 km) về phía bắc Nordhausen theo tuyến đường ray với Wernigerode.